# Sun Mengya
Sun Mengya (chinês tradicional: 孫夢雅, chinês simplificado: 孙梦雅; 3 de maio de 2001) é uma canoísta chinesa, campeã olímpica.

## Carreira
Mengya conquistou a medalha de ouro nos Jogos Olímpicos de Verão de 2020 em Tóquio na prova de C-2 500 m feminino, ao lado de Xu Shixiao, com o tempo de 1:55.495 minuto. Três anos depois, nos Jogos Olímpicos de Verão de 2024, em Paris, Xu e Sun repetiram a conquista da medalha de ouro na mesma prova. Ela também ganhou uma medalha no Campeonato Mundial de Canoagem Velocidade de 2019 da ICF.